# Томас Заяц
Томас Заяц (нім. Thomas Zajac, 22 вересня 1985) — австрійський яхтсмен, олімпійський медаліст. 
Бронзову олімпійську медаль Заяц здобув на Іграх 2016 року в Ріо-де-Жанейро в змішаному класі Накра 17 разом із Танею Франк.

## Виноски
1. ↑  https://olympics.com/tokyo-2020/olympic-games/en/results/sailing/athlete-profile-n1330791-zajac-thomas.htm
2. ↑  Tanja Frank. rio2016.com. Архів оригіналу за 6 серпня 2016. Процитовано 14 серпня 2016. [Архівовано 2016-08-06 у Wayback Machine.]